# Funkcja wypłat
Funkcja wypłat – pojęcie z zakresu teorii gier stosowane do opisu m.in. gier o postaci normalnej. Dla danych strategii czystych określa jaką wypłatę przyniesie ich zastosowanie.

## Definicja
Niech {\displaystyle \langle N,A,(u_{i})_{i\in N}\rangle } będzie grą.
Funkcją wypłat nazywamy funkcję {\displaystyle u\colon A\to \mathbb {R} ^{N}} która danemu profilowi strategii czystych przyporządkowuje pewną N-tkę liczb rzeczywistych, gdzie kolejne współrzędne są wypłatami kolejnych graczy. Równoważnie:
{\displaystyle u(a)=(u_{1}(a),\dots ,u_{N}(a)),a\in A.}

## Macierz wypłat
Macierz wypłat to wygodny sposób zapisu wypłat stosowany w grach o postaci normalnej.

### Definicja
Macierz wypłat to szczególny przypadek funkcji wypłat. Stosuje się go zwykle dla gier o liczbie graczy nie większej niż 3 (ze względu na komplikację przy większej ilości graczy). Poniżej podano wyraz ogólny macierzy dla gry dwuosobowej, przy danej funkcji wypłat. Jest to para uporządkowana w której pierwsza (odpowiednio: druga) współrzędna oznacza wypłatę gracza pierwszego (drugiego).
{\displaystyle a_{ij}=(u_{1}(1_{i},1_{j}),u_{2}(1_{i},1_{j})),} gdzie {\displaystyle u_{i}} wartość funkcji wypłat, a {\displaystyle 1_{i}} i-tą strategię czystą.
Oznaczmy tę macierz przez {\displaystyle W,} a przez {\displaystyle W^{k}} oznaczmy macierz o następujących wyrazach: {\displaystyle w_{i,j}^{k}=u_{k}(1_{i},1_{j})} gdzie k = 1,2. Zatem {\displaystyle W^{k}} oznacza macierz wypłat gracza k-tego.